# Элджер, Расселл Александер
Ра́сселл Алекса́ндер Э́лджер (англ. Russell Alexander Alger; 27 февраля 1836 — 24 января 1907, Вашингтон) — американский политический деятель, губернатор штата Мичиган (1885—1887), военный министр в кабинете президента Уильяма Мак-Кинли.

## Биография
Родился в округе Медайна, Огайо. Был сенатором от штата Мичиган с 27 сентября 1902 года по 24 января 1907 года. 2 апреля 1861 женился на Аннет Х. Генри, от брака с которой имел шестерых детей.
Похоронен на кладбище Elmwood в Детройте, штат Мичиган.